# Horní Bradlo
Horní Bradlo là một làng thuộc huyện Chrudim, vùng Pardubický, Cộng hòa Séc.